# Ericus Nicolai Harlinus
Ericus Nicolai Harlinus, född 1639 i Västra Hargs församling, Östergötlands län, död 6 december 1699 i Östra Tollstads församling, Östergötlands län, var en svensk präst.

## Biografi
Ericus Nicolai Harlinus föddes 1639 i Västra Hargs församling. Han var son till en bonde. Harlinus blev 1662 student vid Uppsala universitet och prästvigdes 20 december 1664. Han blev 1664 komminister i Västra Hargs församling och 30 maj 1668 komminister i Västerviks församling. Harlinus blev 1680 kyrkoherde i Östra Tollstads församling. Han var förste predikant vid prästmötet 1686. Harlinus avled 1699 i Östra Tollstads församling.

### Familj
Harlinus gifte sig 1664 med Sofia Neokylander (1636–1691). Hon var dotter till kyrkoherden Haqvinus Matthiæ Neokylander och Anna Larsdotter i Västra Hargs församling. De fick tillsammans barnen Catharina Harlinus (född 1669) som var gift med sergeanten Erik Spole, Christina Harlinus (född 1671) som var gift med seigneuren Petter Fridstedt och Maria Harlinus som var gift med klockaren Hargling i Västra Hargs församling.